# Адміністративний устрій Васильківського району (Дніпропетровська область)
Адміністративний устрій Васильківського району — адміністративно-територіальний поділ Васильківського району Дніпропетровської області на 1 селищну громаду, 1 сільську громаду, 1 селищну раду та 2 сільських рад, які об'єднують 83 населених пунктів та підпорядковані Васильківській районній раді. Адміністративний центр — смт Васильківка.

## Список громадВасильківського району
- Васильківська селищна громада
- Миколаївська сільська громада

## Список радВасильківського району
| № | Назва                       | Центр         | Населені пункти | Площа км² | Місце за площею | Населення (2001), чол. | Місце за населенням | Розташування |
| - | --------------------------- | ------------- | --- | --------- | --------------- | ---------------------- | ------------------- | ------------ |
| 1 | Чаплинська селищна рада     | смт Чаплине   | смт Чаплине с. Журавлинка с. Касаєве с. Петрикове с. Рівне |           |                 |                        |                     |              |
| 2 | Павлівська сільська рада    | c. Павлівка   | c. Павлівка с. Аврамівка с. Довге с. Каплистівка с. Кобзар с. Криворізьке с-ще Крутоярка с. Новогригорівка с. Перепеляче с. Морозівське с. Самарське с. Червона Долина с. Шевченко с. Шев'якине с. Широке |           |                 |                        |                     |              |
| 3 | Шевченківська сільська рада | c. Шевченкове | c. Шевченкове с. Краснощокове с. Свиридове с. Хуторо-Чаплине |           |                 |                        |                     |              |